# Comuna Rovišće, Bjelovar-Bilogora
Rovišće este o comună în cantonul Bjelovar-Bilogora, Croația, având o populație de 4.822 de locuitori (2011).

## Demografie
Componența etnică a comunei Rovišće
     Croați (97,7%)
     Sârbi (1,51%)
     Necunoscut (0,29%)
     Neclasificat (0,39%)
Componența confesională a comunei Rovišće
     Catolici (96%)
     Ortodocși (2,45%)
     Necunoscută (0,64%)
     Alte religii (0,89%)
Conform recensământului din 2011, comuna Rovišće avea 4.822 de locuitori. Din punct de vedere etnic, majoritatea locuitorilor (97,7%) erau croați, cu o minoritate de sârbi (1,51%). Apartenența etnică nu este cunoscută în cazul a 0,29% din locuitori. Din punct de vedere confesional, majoritatea locuitorilor (96,0%) erau catolici, cu o minoritate de ortodocși (2,45%). Pentru 0,64% din locuitori nu este cunoscută apartenența confesională.